# 青春大全集 愛とは何か
『青春大全集　愛とは何か』（せいしゅんダイゼンシュー あいとはなにか）は、1970年の日本映画。製作・配給は松竹で、吉永小百合主演。「ダイゼンシュー」はタイトルについているルビ。12月16日公開で、クリスマス映画として公開された。副題「愛とは何か」はタイトルとして表示されるが各種記録では脱落していることが多い。
日活がロマンポルノ路線に転換したために吉永小百合が松竹で撮った恋愛映画で、日吉ミミ、由紀さおりらがクラブで歌う歌手として登場する歌謡映画でもある。劇団四季の松橋登が抜擢され、ただ一度だけ吉永の相手役を務めた。コミカルでキザな感じのジェームス三木の脚本で、吉永小百合映画としては異色の作品になっている。
主人公の名前は根本りつ子の本名と同じだが偶然である。

## あらすじ
根本律子はピアノの調律師で、役所の戸籍係に勤める父と二人暮らし。恋人の黒木保はバンドでピアノを弾いている作曲家の卵で、二人は土曜日にキスをする習わしだった。だが伯母から阿部という高校教師で登山家で南極越冬隊に参加する男と見合いさせられるが、阿部は感じのいい男だった。律子と保は「伊達直人」（タイガーマスクの本名）と名のる変な悪ガキと知り合うが、実は両親を亡くして施設から脱走した子供だった。保の仲間の前衛詩人の女から、「処女幻想」「プラトニックじゃしょうがない」と言われ、保は律子とセックスしようとするが、連れ込み旅館の前で雨宿りしていて言い争いになり、保の側で拒んでしまう。再度ナオト君が脱走し、保と律子がキスしているのを見た阿部は身を引き、二人は父親に婚姻届を提出する。

## キャスト
- 根本律子：吉永小百合
- 黒木保：松橋登
- 根本絹江（伯母）：高須賀夫至子
- 阿部吾郎：竹脇無我（特別出演）
- 根本信吾（父）：三木のり平
- 丹波志津子：司美智子
- 警官：左とん平
- ナオト君：梶正昭

## スタッフ
- 製作：樋口清
- 監督：水川淳三
- 脚本：ジェームス・三木
- 原作：野村芳太郎
- 撮影：竹村博
- 音楽：服部克久
- 美術：梅田千代夫
- 製作協力：吉永事務所

## 楽曲
- 主題歌「この風は」作詞：前田武彦／作曲：宮内国郎、歌：吉永小百合
- 挿入歌
  - 日吉ミミ「男と女の数え唄」
  - 由紀さおり「手紙」
  - 野村真樹「信じてほしい」

## 同時上映
- 『高校さすらい派』